# 바시르 사다위

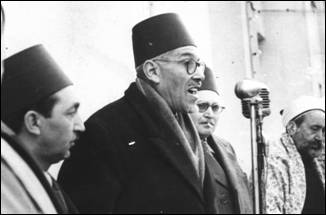

바시르 사다위(아랍어: بشير السعداوي: 1884년-1957년 1월 17일)는 리비아의 정치인으로, 국민회의당의 설립자다.
리비아 독립운동의 주요 인물이었지만, 이드리스 1세가 리비아 국왕으로 즉위한 뒤 모든 정당을 해산시키면서 사다위도 베이루트로 망명하여 1957년 거기서 죽었다. 유해는 1970년 리비아로 돌아와 안장되었다.